# Długość perycentrum
Długość perycentrum (ϖ) – jeden z elementów orbity, służących do opisu jej orientacji w przestrzeni. Zdefiniowana jest jako suma argumentu perycentrum ω i długości węzła wstępującego Ω:
{\displaystyle \varpi =\Omega +\omega }
Jest to "kąt łamany", mierzony w płaszczyźnie ekliptyki od punktu równonocy do węzła wstępującego orbity, a następnie w płaszczyźnie orbity od węzła do perycentrum. 